# Lamellileda
Lamellileda is een geslacht van tweekleppigen uit de  familie van de Nuculanidae.

## Soorten
De volgende soorten zijn bij het geslacht ingedeeld:
- Lamellileda parallelodonta (Prashad, 1932)
- Lamellileda sandersi F. R. Bernard, 1989
- Lamellileda sibogaensis (Prashad, 1932)
- Lamellileda soyomaruae (Okutani, 1962)
- Lamellileda typica Cotton, 1930